# Synagoge (Kazimierz Dolny)

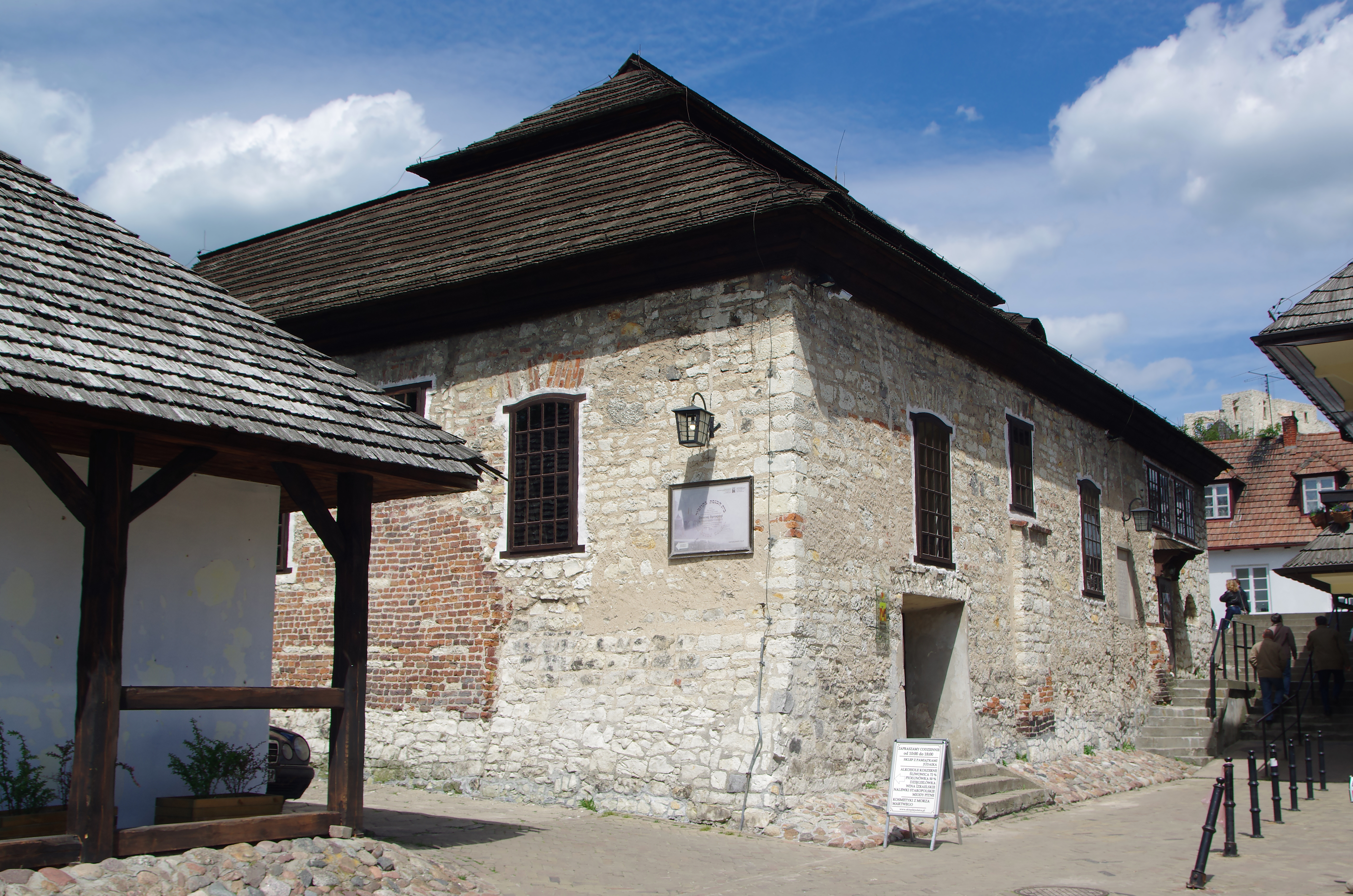
Synagoge in Kazimierz Dolny (2015)

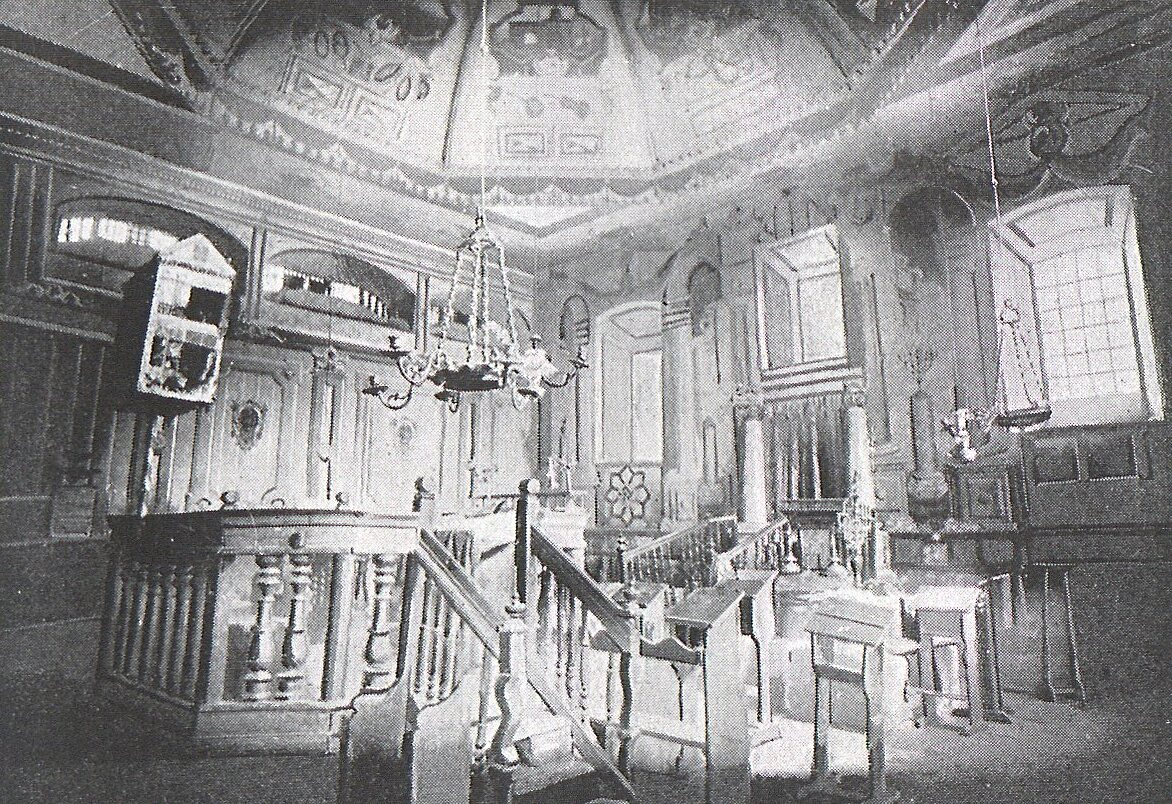
Innenansicht im Jahr 1901

Die Synagoge in Kazimierz Dolny, einer polnischen Stadt in der Woiwodschaft Lublin, wurde in der zweiten Hälfte des 18. Jahrhunderts an der Stelle eines Vorgängerbaus errichtet. 
Die profanierte Synagoge in der Lubelska-Straße ist seit 1981 ein geschütztes Kulturdenkmal.
Der Bau aus Bruchsteinmauerwerk im Stil des Barocks ist 15 Meter breit und 17 Meter lang. Ende des 19. Jahrhunderts wurde für die Frauen ein Raum an der Nordseite angebaut. 
Nach den Zerstörungen im Zweiten Weltkrieg wurde das Gebäude in den 1950er Jahren wieder aufgebaut und als Kino genutzt. Im Jahr 2003 wurde das Kino geschlossen und das Gebäude blieb ungenutzt. An einer Außenwand erinnert eine Gedenktafel an dreitausend jüdische Opfer aus Kazimierz Dolny, die während des Zweiten Weltkriegs von den deutschen Besatzern ermordet wurden.